# Aristocrat
«Aristocrat» — песня российского рэп-исполнителя и музыканта Моргенштерна с пятого студийного альбома Моргенштерна Million Dollar: Business, выпущенного 28 мая 2021 года на лейбле Atlantic Records Russia.

## Музыкальное видео
15 июня 2021 года вышла четвёртая экранизация треков дилогии Million Dollar — «Aristocrat». Режиссёром видеоклипа выступил Александр Романов с командой Romanov Production. Сюжет клипа разворачивается в особняке, который Алишер покупает в начале клипа, где Моргенштерн купается в золотой ванной, проводит лекцию барышням на тему орального секса и расхаживает в старинном костюме и парике. Также Алишер появляется в образе А. С. Пушкина, участвует в дуэли, но, в отличие от поэта, выходит победителем.
В начале клипа Алишер тушит сигарету о тарелку премии Муз-ТВ 2021 в номинации «Лучшее видео», являющееся перформансом в связи с событиями на церемонии награждения. 4 июня состоялась церемония награждения премии Муз-ТВ 2021, где Алишер был в четырёх номинациях: «Лучшая песня», «Лучшее видео», «Лучшая коллаборация» и «Лучший исполнитель». Одержав победу только в одной номинации «Лучшее видео», уступив победу в номинации «Лучший исполнитель» Артуру Пирожкову, Алишер встал с инвалидного кресла и вышел на сцену, после чего начал спорить насчёт этой номинации. «Почему у вас побеждает ваш же ведущий? Я пришел сюда за правдой», заявил музыкант. На следующий день в Instagram Алишер написал, что «Настоящая победа не измеряется в бессмысленных железках. Из всей этой скучной премии люди запомнят только меня. Это и есть победа».
За три часа видеоклип набрал более 1,3 миллионов просмотров. По итогам 2021 года на YouTube клип занял 9 позицию в списке «10 песен года» в России.

## Чарты

### Ежедневные чарты
| Чарт (2021)                   | Высшая позиция |
| ----------------------------- | -------------- |
| Москва (Apple Music)          | 4              |
| Санкт-Петербург (Apple Music) | 4              |
| Россия (Spotify Hits)         | 3              |
| Украина (Spotify Hits)        | 3              |
| Россия (YouTube Hits)         | 77             |
| Украина (YouTube Hits)        | 44             |
| Мир (ВКонтакте)               | 5              |
| Россия (Яндекс.Музыка)        | 14             |

### Еженедельные чарты
| Чарт (2021)          | Высшая позиция |
| -------------------- | -------------- |
| Россия (Apple Music) | 7              |

### Ежемесячные чарты
| Чарт (2021)            | Высшая позиция |
| ---------------------- | -------------- |
| Россия (Spotify Hits)  | 6              |
| Украина (Spotify Hits) | 4              |
| Россия (YouTube Hits)  | 88             |
| Украина (YouTube Hits) | 53             |

### Годовые чарты
| Чарт (2021)            | Высшая позиция |
| ---------------------- | -------------- |
| Россия (Spotify Hits)  | 54             |
| Украина (Spotify Hits) | 28             |
| Украина (YouTube Hits) | 181            |